# 易卜拉欣·哈希姆
易卜拉欣·哈希姆（Ibrahim Hashem，1878年—1958年6月24日）约旦律师和政治家，五次担任约旦首相。
哈希姆出生于巴勒斯坦纳布卢斯，他在伊斯坦布尔大学学习法律后，1918年在大马士革被任命为最高法院院长，1920年叙利亚被法国占领后移居约旦，后任约旦政府司法大臣，1932年到1933年第一次担任约旦首相，后来在1945年又被任命为首相。在1954年，哈希姆当选为参议院议长，1955年被第三次任命为监督1955年第一次选举的看守政府的首相。1956年7月3日他又被聘请领导政府。这一届政府在当年10月27日就下台了。1957第五次出任首相，约旦和叙利亚合并为阿拉伯联邦后，他与国防大臣苏莱曼·图坎、外交大臣克鲁西·凯里（Khlusi Al Khairi）在巴格达机场被革命派刺杀，哈希姆和图坎身亡。
哈希姆曾是在第一次世界大战以后外约旦（约旦那时的名称）的政府成员，与英国签订了1946年使约旦王国独立的英约条约。他是摄政委员会的委员。当侯赛因国王在1955年出国在欧洲进行访问时，摄政会议代行国王职权。